# Семітські мови
Семі́тські мо́ви — сім'я мов, складова афразійської макросім'ї. Нині існує близько 77 живих семітських мов (діалектів), які поширені переважно серед семітських народів Близького Сходу, в Північній Африці та на Сомалійському півострові. Найчисельнішими з семітських мов є арабська макромова (понад 360 млн носіїв), амхарська мова (понад 57 млн), тигринья та новоіврит (до 10 млн кожна). Стародавні семітські мови, такі як еблаїтська (3-тє тисячоліття до н. е.), аккадська (XXIII століття до н. е.), аморитська (XV століття до н. е.), фінікійська (XII століття до н. е.) є одними з найдавніших письмових мов, відомих людству. В різний період історії деякі з семітських мов слугували як лінгва франка в різних регіонах: аккадська, арамейська, амхарська та арабська мови, з яких остання дотепер також використовується для міжнародного спілкування.
Термін «семітський» створений у 1781 році геттінгенським філологом Августом Людвігом Шлецером та походить від імені біблійного персонажа, одного з трьох синів Ноя в Книзі Буття, Сима, який за легендою вважається предком арамейців, ассирійців, еламітів, халдеїв та лідійців.

## Короткий опис

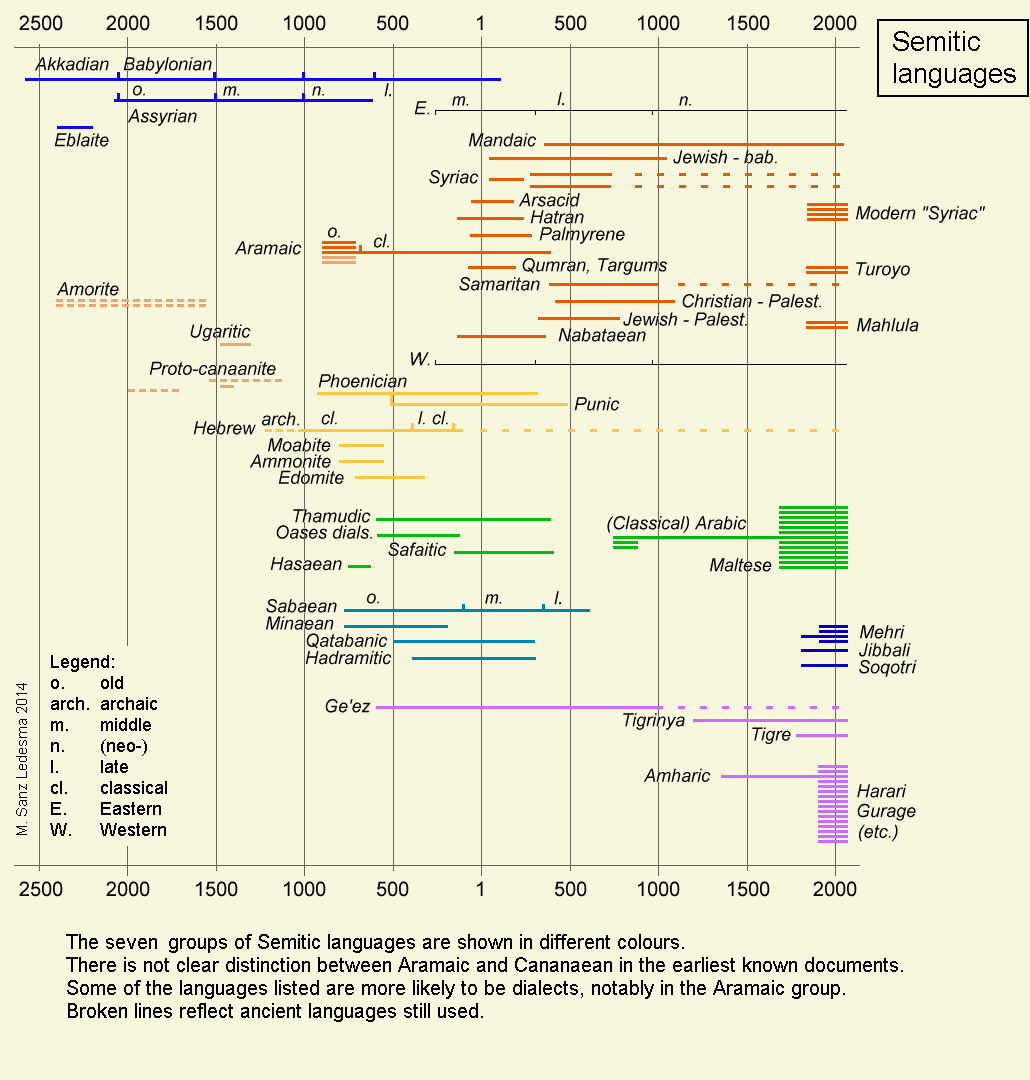
Хронологія виникнення та розвитку семітських мов

Семітськими мовами говорять близько 300 млн осіб. Якщо найраніші пам'ятки арабської мови відомі з 4 ст. н. е., а сама мова набуває великого поширення у Пд. і Сх. Середземномор'ї у зв'язку з експансією ісламу від 7 ст., то письмові пам'ятки давньоєврейської мови сягають ще 12 ст. до н. е.. Особливу роль відіграли семітські мови, зокрема, фінікійська, у виникненні й формуванні буквеного письма.
Арабська мова (понад 200 млн мовців), одна з 6 офіційних і робочих мов Генеральної Асамблеї ООН, державна у 22 країнах Середземномор'я і Близького Сходу, у тому числі в одній європейській країні — Мальті (де своєрідний різновид цієї мови — мальтійська — просякнутий численними романськими елементами і має пристосовану латинську писемність). Розуміння класичної арабської мови — мови Корану — об'єднує всіх мовців — носіїв живих діалектів арабської мови. Перший запис Корану було здійснено 651 р. особливим арабським письмом, що сформувався на початку 6 ст. у Лахмідському князівстві в Аравії. Ця давня форма мови досі зберігається в основних рисах у сучасній літературі й письмовій сфері спілкування в цілому. Втративши державність внаслідок турецьких завоювань XV—XVI ст. (за винятком східних і внутрішніх районів Аравійського півострова), арабські країни відновили свою суверенність лише у XIX-ХХст.
Іврит (понад 5 млн мовців) — сучасне продовження давньоєврейської мови Старого Заповіту (12-3 ст. до н. е.). Офіційна мова Держави Ізраїль від часу її заснування (1947 р.). Вийшовши з живого вжитку ще 2,5 тис. років тому, давньоєврейська, тим не менше, залишалася мовою релігійної практики та духовної і світської літератури високого стилю. Від кінця 18 ст. на цім ґрунті у євреїв Східної Європи сформувалася осучаснена мова просвітницької та художньої літератури — іврит, що згодом стає і розмовною мовою щоденного спілкування. Довгий час іврит мав кілька норм вимови, які уніфіковано лише на початку 20 ст. Основу словника становить збагачений за рахунок нових значень лексичний фонд давньоєврейської мови (наприклад, xas^mal у Біблії «бурштин», тепер іще й «електрика»), усталення словосполучень, формування віддієслівних імен і запозичення з давніх і сучасних мов.
Характерні риси семітських мов — обмежена кількість голосних (а, і, u короткі й довгі), наявність трьох рядів приголосних (дзвінкі, глухі та «емфатичні», тобто, напружені, веляризовані або глотизовані). Корінь дієслова звичайно складають три приголосні, що несуть основне словникове значення, тоді як голосне «заповнення» між приголосними додає, разом з афіксами, уточнення основного значення та граматичну інформацію. Наприклад, арабське kataba — він написав, kutiba — був написаний, 'aktaba — змусив написати, ka_tib — писар, kita_b -книга, maktab — місце або час письма, школа, maktu_b — написаний і т. д.
У семітських мовах існує категорія «статусів» або станів імен, що залежить від синтаксичної ролі даного імені в реченні. Розрізняють 2 роди — чол. і жін. В живих семітських мовах відмінків немає. Є три числа: однина, двоїна і множина. Прикметники відрізняються від іменників іноді суфіксом -і, переважно ж відмінним способом утворення множини, а також синтаксично. Серед займенників розрізняють: а) особові самостійні (необов'язкові до вжитку); б) присвійні самостійні (архаїчні, рідкісні); в) широко вживані суфіксальні: при іменах — присвійні, при дієсловах — об'єктні показники; г) питальні; ґ) відносні — для утворення ізафету.
Дієслово відображає категорії особи, числа, роду, суб'єкта, виду/часу, породи і способу. Особливо характерна для семітських мов наявність так званих порід (підсилювальної, примусової, зворотної тощо), що змінюють первісне значення дієслова. Кожна порода має повну парадигму дієвідмінювання, яка визначає усі дієслівні категорії та включає віддієслівні імена.
Словотвір — афіксальний і переважно через внутрішню флексію (що шляхом зміни голосних всередині кореня дозволяє утворювати імена дії та стану, місця, знаряддя, одиничності, збірності, фаху тощо). Значну синтаксичну роль відіграє означення в род. відмінку, яке завжди передує означеному слову. Звичайний порядок слів у реченні: PSO (присудок, підмет, додаток).
Семітські мови представлені у Європі переважно невеликими, але важливими діаспорами івриту і арабської мови з несхожими історичними долями.

## Запозичення до української мови
Про культурно-історичну роль семітських мов у європейському цивілізаційному процесі говорять, зокрема, численні арабські топоніми в Європі: Мадрид, Гібралтар, Трафальгар, Фатіма, Арбат (у Москві), а також назва Бессарабії (від ар. мосараб «християнин — підданий мусульманської держави»).
До запозичень з арабської мови належать такі типові українські слова як: борг, кайдани, кат, кава, жупан, хустка, хабар, шана, шановний, а також відомі й в інших мовах арабізми на зразок слів: харчі, казна, сироп, раса, юбка, шуба, хустка, атлас, абрикос, цифра, арсенал, калібр, зеніт, азимут, алгоритм, альманах, калій, амальгама, аварія, гашиш, еліксир, алкоголь, гудрон, нашатир, бензин, алгебра, матрац, ладан, табурет, мінарет, альков, масаж, могорич, марципан, мигдаль, мулат, лютня, азарт, мусон, сатин, шифр, факір, фанфари, фата, сафарі, талісман, жирафа, лев, мафія, бісер, карат та інші.
З гебрейської запозичені: амінь, паска, субота, сатана, рабин, кабала, махлювати, фарисей, хам, шабаш, ювілей, бегемот, а також через греків — імена Михайло, Гаврило та ін.
З фінікійської — кадка, мапа; з давньоєгипетської — блуза, карта, хартія, лілея, оаза, піраміда, фараон, хімія, натрій, папір, гума, канапа, а також ім'я Сидір (Ісидор «дар Ізиди»).
Арабське походження має назва Арабатської стрілки в Криму; фінікійські назви — Африка, Європа, Барселона, Корсика, Лісабон, Малага; берберська назва — Гранада.

## Класифікація
- Афразійські мовна макросім'я
  -  Семітська мовна сім'я
    - Східносемітська гілка мов †
      - Аккадська мова †
        - Давньоаккадська мова †
        - Вавилонський діалект †
          - Старовавилонський діалект †
          - Середньовавилонський діалект †
          - Нововавилонський діалект †
          - Ранньовавилонський діалект †
          -  Пізньовавилонський діалект †

        - Ассирійський діалект †
          - Староассирійський діалект †
          - Середньоассирійський діалект †
          -  Новоассирійський діалект †

        -  Ханаано-аккадський діалект[en] †

      -  Еблаїтська мова †

    -  Західносемітська гілка мов
      - Південносемітські мови
        - Південно-західні семітські мови
          - Ефіосемітські мови
            - Північноефіосемітські мови
              - Геез † (літургійна мова)
                - Дахлік
                -  Тиґре

              -  Тигринья

            -  Південноефіосемітські мови
              - Поперечні південноефіосемітські мови
                - Амхарсько-аргоббські мови
                  - Амхарська мова
                  -  Арґобба

                -  Хараро-східноґураґські мови
                  - Харарі[en]
                  -  Східноґураґські мови[en]
                    - Сілте
                    - Волане[en]
                    -  Зайська мова

              -  Зовнішні південноефіосемітські мови
                - Північноґураґські мови
                  - Ґафат[en] †
                  -  Соддо[en]

                -  Західноґураґські мови
                  - Месмес[en] †
                  - Мугер
                  - Мескан[en]
                  -  Себат-бет ґураґе
                    - Чеха[en]
                    - Еджа
                    - Гета
                    - Гумер
                    -  Інор[en]

          -  Давні південноаравійські мови †
            - Сабейська мова[en] †
            - Мінейська мова[en] †
            - Катабанська мова[en] †
              -  Аусанська мова †

            - Хадрамаутська мова[en] †
            - Разіхська мова[en]
            -  Файфіська мова[en]

        -  Південно-східні семітські мови[en]
          - Батхарійська мова[en]
          - Харсуська мова[en]
          - Хобйотська мова[en]
          - Махрійська мова[en]
          - Шехрійська мова[en]
          -  Сокотрійська мова

      -  Центральносемітські мови
        - Північнозахідносемітські мови[en]
          - Арамейська мова (літургійна мова)
            -  Староарамейська мова[en]
              - Самальська мова[en] †
              - Імперська арамейська мова[en] †
                -  Біблійна арамейська мова[en] †

              -  Середньоарамейська мова
                - Східноарамейські мови[en] (діалектний континуум)
                  - Сирійська мова (літургійна мова)
                  - Хатранська арамейська мова[en]
                  - Центральна новоарамейська мова[en]
                    - Млахсо[en] †
                    -  Туройо[en]

                  - Північно-східні новоарамейські мови[en] (діалектний континуум)
                    - Сурецька мова[en]
                      - Ассирійська новоарамейська мова
                        - Християнський новоарамейський діалект Урмії[en]
                        - Християнський новоарамейський діалект Сеная[en]
                        -  Новоарамейський діалект Бохтани[en]

                      -  Халдейська новоарамейська мова

                    - Кой-Санджакська християнська новоарамейська мова[en]
                    - Новоарамейський діалект Гертевіни[en]
                    -  Єврейська ассирійська новоарамейська мова[en]
                      - Лішанідська ношанська мова[en]
                      - Єврейський новоарамейський діалект Барзану[en]
                      - Хулаула[en]
                      - Лішана Дені[en]
                      - Лішан Дідан[en]
                      -  Єврейський новоарамейський діалект Бетанури[en]

                  -  Південно-арамейські мови
                    - Мандейська мова[en] (літургійна мова)
                      -  Новомандейська мова[en]

                    -  Єврейська вавилонська арамейська мова[en] †

                - Західноарамейські мови[en] (діалектний континуум)
                  - Набатейська арамейська мова[en] †
                  - Пальмірська арамейська мова[en] †
                  - Західна новоарамейська мова[en] (діалектний континуум)
                  -  Палестинська арамейська мова †
                    - Самаритянська арамейська мова[en] †
                    - Єврейська палестинська арамейська мова[en] †
                      -  Галілейський діалект[en] †

                    -  Християнська палестинська арамейська мова[en] †

                -  Армазька мова[en] †

          - Ханаанська мова[en]
            - Північноханаанська мова †
              -  Фінікійська мова †
                -  Пунічна мова †

            -  Південноханаанська мова
              - Аммонітська мова[en] †
              - Моавітська мова †
              - Едомітська мова[en] †
              -  Іврит (відроджена мова)
                -  Біблійний іврит † (літургійна мова)
                  - Самаритянський іврит[en] †
                  -  Мішнаїтський іврит[en]
                    -  Середньовічний іврит[en]
                      -  Новоіврит[en]

          -  Аморитська мова †
            -  Угаритська мова †

        -  Арабська мова
          - Давньоарабська мова[en]
            - Стародавні північноаравійські мови[en] (діалектний континуум) †
              - Даданістська мова[en] †
              - Думайська мова †
              - Хасаїтська мова[en] †
              - Хісмаїтська мова[en] †
              - Сафаїтська мова[en] †
              - Тамудська мова[en] †
              - Набатейська арабська мова[en] †
              -  Тайманітська мова[en] †

            -  Докласична арабська мова[en] †
              - Аздський діалект †
              - Худайльський діалект †
              - Діалект тayyi †
              -  Староарабська мова Хіджази[en] †

          - Класична арабська мова[en] † (літургійна мова)
            - Машрікська арабська мова[en] (діалектний континуум)
              - Аравійські діалекти арабської мови[en] (діалектний континуум)
                - Арабський діалект Перської затоки (діалектний континуум)
                  - Еміратський діалект арабської мови[en]
                  - Бахрейнський діалект арабської мови[en]
                  -  Кувейтський діалект арабської мови[en]

                - Бахарна[en]
                - Оманський діалект арабської мови[en]
                - Хіджазький діалект арабської мови[en]
                - Шихухський діалект арабської мови[en]
                - Дофарський діалект арабської мови
                - Єменський діалект арабської мови[en] (діалектний континуум)
                  - Хадрамаутський діалект арабської мови[en]
                  - Сананський діалект арабської мови[en]
                  - Таїзьсько-аденський діалект арабської мови[en]
                    - Таїзьський діалект арабської мови
                    -  Аденський діалект арабської мови

                  - Юдейо-єменський діалект арабської мови[en]
                  - Тігамійський діалект арабської мови[en]
                    -  Забідський діалект арабської мови

                  -  Яфійський діалект арабської мови

                - Бедуїнський діалект арабської мови східного Єгипту та Леванти[en]
                - Недждійський діалект арабської мови[en]
                -  Барікський діалект арабської мови[en]

              - Єгипетсько-суданські діалекти арабської мови (діалектний континуум)
                - Єгипетський діалект арабської мови
                  - Юдейо-єгипетський діалект арабської мови[en]
                  -  Саїдський діалект арабської мови[en]

                -  Судано-чадські діалекти арабської мови (діалектний континуум)
                  - Суданський діалект арабської мови[en]
                  -  Чадський діалект арабської мови[en]

              - Арабські діалекти регіону Левантійського моря[en] (діалектний континуум)
                - Сирійсько-ліванський діалект арабської мови[en]
                  - Кілікійський діалект арабської мови[en]
                  - Сирійський діалект арабської мови[en] (діалектний континуум)
                    - Алепський діалект арабської мови[en]
                    -  Дамаський діалект арабської мови[en]

                  -  Ліванський діалект арабської мови

                -  Палестинсько-йорданський діалект арабської мови[en]
                  - Палестинський діалект арабської мови[en]
                  -  Йорданський діалект арабської мови

              - Месопотамські діалекти арабської мови (діалектний континуум)
                - Мосульський діалект арабської мови[en] (діалектний континуум)
                  - Анатолійський діалект арабської мови[en]
                  - Юдейо-іракський діалект арабської мови[en]
                    -  Єврейський діалект арабської мови Багдаду[en]

                  -  Кіпрсько-арабська мова

                -  Гілітський діалект арабської мови[en] (діалектний континуум)
                  - Багдадський діалект арабської мови[en]
                  - Шавійський діалект арабської мови[en]
                  - Хузестанський діалект арабської мови[en]
                  -  Південноіракський діалект арабської мови[en]

              - Центральноазійські діалекти арабської мови[en] (діалектний континуум)
                - Бахтіарський діалект арабської мови
                - Бухарський діалект арабської мови[ru]
                - Кашкадар'їнський діалект арабської мови[ru]
                -  Хорасанський діалект арабської мови[en]

              -  Ширванський діалекти арабської мови[en] †

            -  Магрибська арабська мова (діалектний континуум)
              - Алжирський діалект арабської мови
                - Західноалжирський діалект арабської мови[en]
                -  Східноалжирський діалект арабської мови

              - Марокканський діалект арабської мови
                - Західномарокканський діалект арабської мови[en]
                - Східномарокканський діалект арабської мови[en]
                - Фесійський діалект[en]
                -  Юдейо-марокканський діалект арабської мови[en]

              - Лівійський діалект арабської мови[en]
                - Західнолівійський діалект арабської мови
                - Східнолівійський діалект арабської мови
                - Бедуїнський діалект арабської мови західного Єгипту та Лівії[en]
                -  Юдейо-триполітанський діалект арабської мови[en]

              - Туніський діалект арабської мови
                -  Юдейо-туніський діалект арабської мови[en]

              - Джеблійський діалект арабської мови[en]
              - Джіджелійський діалект арабської мови[en]
              - Хасанія
              - Арабський діалект алжирської Сахари[en]
              - Андалузький діалект арабської мови †
              -  Сицилійсько-арабська мова
                -  Мальтійська мова
                  - Коттонерський діалект мальтійської мови[en]
                  - Гозітанський діалект мальтійської мови[en]
                  - Кормійський діалект мальтійської мови[en]
                  - Жейтунський діалект мальтійської мови[en]
                  - Мальтраліан[en]
                  -  Корфіотська мальтійська мова[en] †

          -  Арабська літературна мова